# Nissan Sunny GTi-R
Der Nissan Sunny GTI-R (je nach Absatzmarkt auch Nissan Pulsar GTI-R genannt) ist ein sportliches Kompaktklassemodell mit Allradantrieb des japanischen Automobilherstellers Nissan. Er basiert auf der dreitürigen Variante des Nissan Sunny/Pulsar der Baureihe N14.
Der GTI-R wurde zu Homologationszwecken für die damalige Rallye-Weltmeisterschaft Gruppe A gebaut. Prominente Vertreter dieser Ära waren unter anderem der Lancia Delta Integrale und der Toyota Celica Turbo 4WD.

## Varianten
Der Nissan Sunny GTI-R (intern EGNN14) ist die europäische Variante des japanischen Nissan Pulsar GTI-R (RNN14). Beide Versionen unterscheiden sich in Ausstattung und Leistung. Den Sunny GTI-R gab es als links- und rechtsgelenkte Ausführung für Europa (inkl. UK), den Pulsar GTI-R dagegen nur als rechtsgelenkte Variante.
Unterschiede zum „normalen“ Sunny (GTI) sind ein größerer Heckspoiler, eine mit mehreren Lufteinlässen versehene Motorhaube (zur Kühlung und für den Ladeluftkühler), Frontstoßfänger mit größeren Kühlöffnungen und 3 Zusatzinstrumente (Öl-Temperatur/Öl-Druck/Ladedruck) in der Mittelkonsole.

## Motor
Der Nissan Sunny GTI-R wird angetrieben vom Nissan SR20DET, dieser Motor kommt auch in ähnlicher Form im Nissan 200SX zum Einsatz. Ein Garrett GT28 Turbolader lädt den 2,0-Liter-Motor mit 0,73 bar auf. Zusätzlich ist eine Einzeldrosselklappenanlage verbaut sowie ein oberhalb des Motors angebrachter Ladeluftkühler (sogenannter TMIC = Top Mounted Intercooler). Der Zylinderkopf des 16-Ventilers ist aus Aluminium gefertigt und besitzt mit Natrium gefüllte Auslassventile zur besseren Wärmeableitung.
Der Aluminium Motorblock ist ein sogenannter 54C-Block, eine verstärkte Variante des SR20DET, mit u. a. größeren Öl- und Kühlwasserkanälen. Dieser wurde auch in der britischen Tourenwagenmeisterschaft im Nissan Primera eingesetzt.
Technische Daten:
- Otto Reihen Vierzylinder mit Turbolader
- DOHC 16 Ventile
- Hubraum: 1998 cm³
- Bohrung × Hub [mm]: 86 × 86
- Verdichtung: 8,3:1
- Kraftstoff: Benzin 95 Oktan
- Leistung: 220 PS bei 6400/min
- Drehmoment: 267 Nm bei 4800/min

Die japanische Version des rechtsgelenkten Pulsar GTI-R (RNN14) leistet wegen höherer Oktanzahl in Japan 230 PS und 280 Nm.

## Getriebe
Die Kraftübertragung erfolgt über ein Fünf-Gang-Schaltgetriebe und permanenten Allradantrieb. Kern des Systems sind das zentrale Differentialgetriebe sowie ein separates Hinterachsdifferential, welche jeweils mit einer Viscosperre ausgerüstet sind. Der Allradantrieb basiert auf dem von Nissan entwickelten ATTESA-System. Durch den für den Vierradantrieb notwendigen Kardantunnel unterscheidet sich die Bodengruppe des GTI-R von der des frontgetriebenen Sunny.
Reichweite des 5-Gang-Getriebes bei Schaltdrehzahl 7500/min: 58/97/140/185/250 km/h

## Fahrleistungen
Werksangabe:
- Beschleunigung 0–100 km/h: 6,4 s
- Höchstgeschwindigkeit: 223 km/h

Die deutsche Fachzeitschrift sport auto ermittelte folgende Fahrleistungen bei einem Vergleichstest:
- 0–60 km/h: 2,9 s
- 0–80 km/h: 4,2 s
- 0–100 km/h: 6,0 s
- 0–120 km/h: 8,2 s
- 0–140 km/h: 11,2 s
- 0–160 km/h: 15,2 s
- 0–180 km/h: 20,7 s
- 0–200 km/h: 32,6 s

- Höchstgeschwindigkeit: 226 km/h
- Kleiner Kurs Hockenheim: 1.22,7 min.

Der Tester merkte aufgrund der guten Beschleunigung an, dass zum Erreichen der 100 km/h Marke immerhin zwei Schaltvorgänge notwendig sind. Bei dem Vergleichstest wurde unter anderem der Lancia Delta HF Integrale 16V, Toyota Celica Turbo 4WD, Audi S2 und der FFord Sierra RS Cosworth in Beschleunigung und Rundenzeit geschlagen. Die für die Leistung verhältnismäßig niedrige Höchstgeschwindigkeit ist dem hohen Cw-Wert von 0,39 geschuldet, da bei Rallye-Fahrzeugen eher gute Abtriebswerte geachtete wird.
Bei einem Test in Japan zwischen dem Serien GTI-R und einer Nismo-Variante wurde eine Beschleunigung von 0–400 Meter in 13,545 s gemessen, womit die Serienvariante gewann (siehe Weblinks).

## Preis
Der Grundpreis in Deutschland betrug 1992 beachtliche 60.000 DM, dreimal so teuer wie die Basisvariante des Sunny und doppelt so teuer wie ein damaliger VW Golf GTI. Der hohe Preis wurde durch die aufwändige Technik gerechtfertigt, kann aber wahrscheinlich noch als subventioniert angesehen werden.

## Stückzahlen & Bestand
Um die Homologation für den Nissan Sunny (Pulsar) GTI-R zu erreichen, mussten mindestens 5000 Fahrzeuge pro Jahr produziert werden. Genaue Zahlen gibt es nicht, angeblich sollen es aber 15.000 Fahrzeuge gewesen sein, fast alle davon rechtsgelenkte Nissan Pulsar. Vermutlich wurden weniger als 1000 linksgelenkte Fahrzeuge produziert, die meisten gingen nach Deutschland.
Für den deutschen Markt gab es eine limitierte Auflage von nur 600 Stück.
Der Bestand vom Nissan Sunny GTI-R (TSN 7105/484) in Deutschland zum 1. Januar 2016 sind nur noch 17 Fahrzeuge.

## Rallye-Sport
Gruppe A

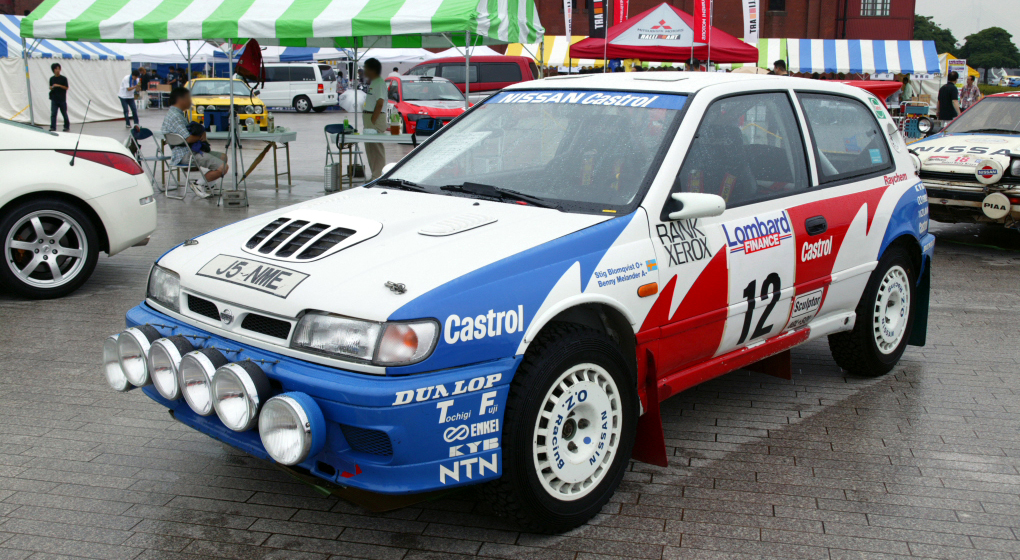
Nach Gruppe-A-Reglement aufgebauter GTI-R

Der Erfolg in der Rallye-WM 1991 & 1992 war gering. Das beste Resultat war ein dritter Platz von Stig Blomqvist bei der 41. Rallye Schweden. Deshalb stieg Nissan Motorsports Europe (NME) auch als Werksteam aus. Als Gründe für das schlechte Abschneiden wurden der ungünstige Platz des Ladeluftkühlers auf dem Motor sowie die angeblich schlechteren Dunlop-Reifen genannt.
Gruppe N
Das in dieser Gruppe startende Team konnte trotz Bedenken 1992 den ersten und den zweiten Platz erringen.

## Videospiele
Der Nissan Sunny GTI-R ist in den ersten beiden Teilen von Gran Turismo und bei Sega GT, sowie als Pulsar GTi-R in Forza Horizon 4 und Forza Horizon 5 enthalten.